# Лејк Катрин (Илиноис)
Лејк Катрин (енгл. Lake Catherine) насељено је место без административног статуса у америчкој савезној држави Илиноис.

## Демографија
По попису из 2010. године број становника је 1.379, што је 111 (-7,4%) становника мање него 2000. године.
| Група             | 2000.         | 2010.         |
| Белци             | 1.426 (95,7%) | 1.269 (92,0%) |
| Афроамериканци    | 12 (0,8%)     | 20 (1,5%)     |
| Азијати           | 0 (0,0%)      | 7 (0,5%)      |
| Хиспаноамериканци | 34 (2,3%)     | 60 (4,4%)     |
| Укупно            | 1.490         | 1.379         |